# يشعور مألوف
يشعور مألوف (الاسم العلمي: Polytrichum commune) هو نوع من النباتات يتبع جنس اليشعور من الفصيلة اليشعورية.